# آدام سووی
آدام سووی (به انگلیسی: Adam Sioui) (زادهٔ ۱۰ مهٔ ۱۹۸۲) شناگر اهل کانادا است.